# Сорокина (Курганская область)
Сорокина — деревня в Белозерском районе Курганской области. Входит в состав Камаганского сельсовета.

## История
До 1917 года входила в состав Тебенякской волости Курганского уезда Тобольской губернии. По данным на 1926 год состояла из 50 хозяйств. В административном отношении входила в состав Козловского сельсовета Чашинского района Курганского округа Уральской области.

## Население
| 1912 | 1926 | 1989 | 2002 | 2010 |
| ---- | ---- | ---- | ---- | ---- |
| 176  | ↗240 | ↘18  | ↘2   | ↘0   |

По данным переписи 1926 года в селе проживало 240 человек (121 мужчина и 119 женщин), в том числе: русские составляли 100 % населения.